# عالیه: شاهدخت آر اند بی
عالیه: شاهدخت آر اند بی (به انگلیسی: Aaliyah: The Princess of R&B) یک تله‌فیلم بیوگرافی، محصول سال ۲۰۱۴، به کارگردانی بردلی والش است. این فیلم در ۱۵ نوامبر ۲۰۱۴ در کانال لایف تایم به نمایش درآمد و در مراحل اولیه تولید به دلیل عدم رضایت خانواده عالیه از انتخاب لایم تایم برای ساخت فیلم، با انتقاداتی روبرو شد. این فیلم ۳/۳ میلیون بیننده را بر پرده خود جلب کرد و با وجود آرای منفی، آن را به دومین فیلم برتر تلویزیونی سال ۲۰۱۴ تبدیل کرد.

## طرح
این فیلم حول زندگی عالیه، خواننده آمریکایی، در سن ۱۰ سالگی شروع می‌شود؛ در ابتدای فیلم او یک خواننده و بازیگر مشتاق است که می‌خواهد حرفه‌اش را به سبک‌های شر و باربارا استرایسند دنبال کند.
دایی عالیه، بری هنکرسن، تهیه‌کننده و بنیانگذار و صاحب بلک گراند رکودرز است. بعداً در سال ۱۹۹۱، عالیه توسط دایی اش مطلع شد که به وی پیشنهاد همکاری با بلک گراند رکودرز و بستن یک قرارداد با جایو رکوردز داده شده‌است. عالیه هاوتون نام صحنه خود را «عالیه» انتخاب می‌کند.
بعد از اجرای موفقیت‌آمیز آهنگ «حق مخصوص من» بابی براون در دبیرستان هنرهای نمایشی دیترویت، عالیه به دایی بری در بلک گراند رکودرز نزدیک می‌شود و مشتاق است که حرفه خود را به سطح دیگری غیر از مسابقات مدرسه برساند. هانکرسون به یکی از بزرگترین مشتری‌های خود آر. کلی، شاه آر اند بی نزدیک می‌شود و از او می‌خواهد به خواهرزاده اش کمک کند، گرچه کلی به نظر نمی‌رسد که برای تهیه کنندگی برای یک بچه علاقه داشته باشد، هانکرسون او را متقاعد می‌کند تا به استودیو بیاید و صدای شنیدن آواز او را بشنود. پس از معرفی عالیهی ۱۴ ساله، کلی - که به تازگی ریمیکس «هر زمان، هر مکان» را برای جانت جکسون به پایان رسانده‌است - علاقه کمی نشان می‌دهد و بیشتر مشغول پروژه‌های دیگر مانند «تو تنها نیستی» مایکل جکسون است. اما بعد از اجرای نمایش» بهترین را برای آخر نگه دارید» ونسا ویلیامز، کلی برای نوشتن و تولید آلبوم «سن چیزی جز عدد نیست» با عالیه همکاری می‌کند. در حالی که با هم کار می‌کنند، عالیه و کلی شروع تشکیل یک دوستی نزدیک می‌کنند و عاشق یکدیگر می‌شوند. برادر بزرگتر عالیه، راشد هاوتون، شک می‌کند که خواهرش عاشق کلی است و عالیه با عصبانیت انکار می‌کند. پس از انتشار اولین آهنگ او، به نام «Back & Forth» در ماه مه ۱۹۹۴، عالیه با موفقیت «Age Ain't Nothing But A Number» به یک نوجوان موفق تبدیل شد و قرار است با کیت سوئیت و بلک استریت یک تور اروپا شروع کند. شایعات پیرامون دوستی عالیه و کلی شروع می‌شود، هرچند که عالیه همچنان هیچ موقعیتی را فراتر از دوستی با کلی انکار نمی‌کند، اما او به‌طور محرمانه عاشق اوست و عشق وی را به محض بازدید از مربی خود، که بعداً تأیید می‌کند که همان احساسات را برای او محکوم می‌کند، اعتراف می‌کند او همان احساس را به او دارد. بعداً فاش می‌شود که این کلی به‌طور غیرقانونی با عالیهی ۱۵ ساله ازدواج کرده‌است. والدین عصبانی عالیه قسم می‌خورند که این ازدواج فسخ شود و روابط عالیه و کلی هم از نظر شخصی و هم حرفه ای به پایان رسد و تهدید کردند که کلی متهم به تجاوز قانونی بوده و باید دستگیر شود.
عالیه دلشکسته و افسرده‌است و خودش را از خانواده اش جدا می‌کند و از خوردن غذا امتناع می‌کند. بعداً، دایی بری عالیه با خواهرزاده خود جلسه‌ای ترتیب داد و به وی اطلاع داد که توزیع کننده جدید بلک‌گراند رکوردز، آتلانتیک رکوردز، جلسه‌ای ترتیب داده‌است تا در مورد برنامه‌های آلبوم بعدی خود صحبت کند. عالیه هنوز هم افسرده و دلشکسته است و می‌ترسد که آلبوم دوم او بدون تهیه کلی برای او عادلانه نباشد، اما او همچنان مانند گذشته موفق و محبوب است. پس از ملاقات با آتلانتیک رکودرز، عالیه درخواست همکاری با تیمبلند و میسی الیوت را می‌دهد، مشتاق ایجاد «صدای کاملاً جدید» است. در همین حال، پس از فهمیدن خبرهایی مبنی بر اینکه عاشق سابقش، کلی در حال حاضر با رقصنده پشتیبان خود، آندره لی، ازدواج کرده‌است، قلب عالیه دوباره خرد می‌شود.
بعداً در لس آنجلس، عالیه و مادرش با یک نماینده ملاقات می‌کنند، به این امید که بتوانند حرفه خود را در ادامه برخی از نقش‌های بازیگری اصلی، به سطح بعدی برسانند. این نماینده اظهار داشت که برای فیلمبرداری‌های بزرگ استودیویی برای قهرمانان سیاه‌پوست دشوار است، اگرچه ویتنی هیوستون این کار را با بادیگارد انجام داد، اما او از صحنه موسیقی کمی متفاوت با عالیه است و در کنار کوین کاستنر، یکی از بزرگترین ستارگان هالیوود بازی کرد. با این وجود، نماینده قبول کرد که در فعالیت بازیگری، به عالیه کمک کند. آلبوم دوم عالیه One in a Million - با تک آهنگ «Got to Give It Up» که در ابتدا توسط ماروین گی اجرا شده‌است منتشر می‌شود و با موفقیت بسیار بالا رو به رو می‌شود و باعث می‌شود که عالیه یکی از بزرگترین نام‌های موسیقی و رسماً به عنوان شاهدخت آر اند بی شناخته شود. بعداً عالیه به نماینده خود نزدیک شد و از وی خواسته شد، آهنگ تم برای فیلم آناستازیا را ضبط کند. او بعداً به عنوان تریش اودای در فیلم رومئو باید بمیرد، با بازیگر نقش جت لی پیشنهاد شد. در همین حال، مادر عالیه به خاطر زندگی شخصی دخترش موافقت می‌شود و سعی می‌کند او را متقاعد کند که دوستیابی را شروع کند، اما عالیه هنوز از جدایی با کلی دلسرد است. عالیه در نمایش برتر هالیوود از رومئو باید بمیرد، جایی که او اعلام کرد نقش آرزوی بعدی او مربوط به فیلم بعدی ملکه نفرین شده، اقتباسی از یکی از کتابهای مورد علاقه او در کودکی است.
پس از موفقیت فیلمش، عالیه به نیویورک سیتی رفت و در آنجا با دیمون داش دیدار کرد، این دو عاشق می‌شوند و به یک نمونه تبدیل می‌شوند. یک سال بعد، عالیه قرار است از طریق هواپیما به باهاما سفر کند تا یک نماهنگ برای برای سومین آلبوم عالیه، فیلمبرداری کند. در حالی که لیموزین عالیه در فرودگاه حرکت می‌کند، عالیه خداحافظی می‌کند و دیمون را می‌بوسد.
در پایان فیلم گفته می‌شود: «در ۲۵ اوت ۲۰۰۱، پس از فیلمبرداری از موسیقی موسیقی «Rock the Boat» در باهاما، عالیه و هشت نفر دیگر هنگام سقوط هواپیما، کشته شدند. او بیست و دو ساله بود که درگذشت. موسیقی و میراث او برای همیشه در گوش ما خواهد ماند.»

## بازیگران
- الکساندرا شیپ به عنوان عالیه دانا هاوتون
- کله بنت به عنوان آر. کلی
- الیز نئال به عنوان گلادیس نایت
- کریستوفر جاکت به عنوان رایان نیکولز
- کاتریس دولابیل به عنوان میسی الیوت
- آنتونی گرانت به عنوان دیمون دش
- ریچل کرفورد به عنوان دایان هاوتون
- ای. جی سعودین به عنوان راشد هاوتون
- دیوشین ویلیامز در نقش درک لی
- النا جواتکو به عنوان عضو مطبوعات
- ایزااک اسمیت به عنوان تیمبلند
- لیریک بنت به عنوان بری هنرسون
- شرتون ساندرسون به عنوان دوست دیمون
- تیفانی دیویدسون در نقش کیشا
- آل مک فاستر به عنوان مهندس استودیو

## تولید
در ژوئن سال ۲۰۱۴، لایف تایم قصد خود را برای ساخت یک فیلم بیوگرافی در خصوص عالیه، اعلام کرد. این تصمیم با انتقادهایی از سوی خانواده این خواننده روبرو شد.
تصمیم اولیه برای انتخاب زندیا، در نقش عالیه نیز با انتقاداتی روبرو شد، زیرا مردم احساس می‌کردند که زندیا خیلی پوست روشن دارد و خیلی شبیه عالیه نیست. او بعداً از این پروژه کنار رفت و الکساندرا شیپ برای ایفای نقش انتخاب شد. زندیا دلیل خود برای ترک این فیلم را عدم ارزش تولید و مشکلاتی در زمینه حقوق موسیقی اعلام کرد و اضافه کرد که سعی کرده با خانواده این خواننده ارتباط برقرار کند. الکساندرا شیپ برای آمادگی در نقش خود، تمام فیلم‌های آرشیوی عالیه را تماشا کرد و به آهنگ‌ها گوش داد تا بتواند از روش و آوازهای او تقلید کند.

## انتقادات
آرای انتقادی به عالیه: شاهدخت آر اند بی عمدتاً منفی بوده‌است. جان کارامنیکا از نیویورک تایمز در انتقاد از این فیلم، آن را به عنوان «دست همکار» و «کم‌تحرک» و نوشتن «چگال کردن زندگی خواننده در چنین فضایی کوتاه نیاز به یک چاقوی ظالمانه دارد و در این حالت، یک جنون بی پروا است. یک فیلم خوب درزهایش را نشان نمی‌دهد. بخش اعظم بازیگری دارای حاشیه‌های کسل کننده و فیلمنامه به طرز حیرت‌انگیزی خسته کننده است.» وال استریت جورنال همچنین با انتقاد از این فیلم اظهار داشت که «استفاده بیش از حد از مونتاژهای اسپلیت سه و چهار طرفه فقط باعث کمبود می‌شود.»
واکنش بیننده‌های این فیلم بسیار منفی بوده‌است. طبق دیدگاه بینندگان انتخاب الکساندرا شیپ برای ایفای نقش عالیه اشتباه است و رابطه جنجالی این خواننده فقید با آر. کلی بیش از حد عاشقانه شده‌است و این که جلدهای موسیقی به آهنگ‌های اصلی شباهتی ندارند. و بسیاری از تصاویر خلق شده، بیش از حد اغراق‌آمیز بود و ناسازگاری شدیدی بین فیلم و واقعیت بسیاری از افراد مشهور به تصویر کشیده شده بود.